# Графський приказ (Маріупольський повіт)
Графський приказ — історична адміністративно-територіальна одиниця Маріупольського повіту Катеринославської губернії із центром у колонії Графська.
Станом на 1886 рік складалася з 5 поселень, 4 сільських громад. Населення — 3567 осіб (1844 чоловічої статі та 1723 — жіночої), 219 дворових господарств.
|                     | Площа, десятин | У тому числі орної, дес. |
| ------------------- | -------------- | ------------------------ |
| Сільських громад    | 4974           | 2722                     |
| Приватної власності | 95             | 60                       |
| Казенної власності  | —              | —                        |
| Іншої власності     | —              | —                        |
| Загалом             | 5069           | 2782                     |

Поселення волості:
- Графська (Кампер-Хутір) — єврейська колонія при Зеленому яру за 45 верст від повітового міста, 666 осіб, 47 дворових господарств, єврейський молитовний будинок, лавка.
- Зелене Поле (Мадлер) — єврейська колонія при Зеленому яру, 930 осіб, 51 дворове господарство, синагога.
- Надійна (Віленська) — єврейська колонія при Зеленому яру, 840 осіб, 63 дворових господарства, єврейський молитовний будинок.
- Солодководна (Кобильна) — єврейська колонія при Зеленому яру, 899 осіб, 48 дворових господарств, єврейський молитовний будинок.

За даними на 1908 рік у приказі налічувалось 5 поселень, загальне населення — 2786 осіб (1427 чоловічої статі та 1359 — жіночої), 342 дворових господарства.